# コニカのカメラ製品一覧

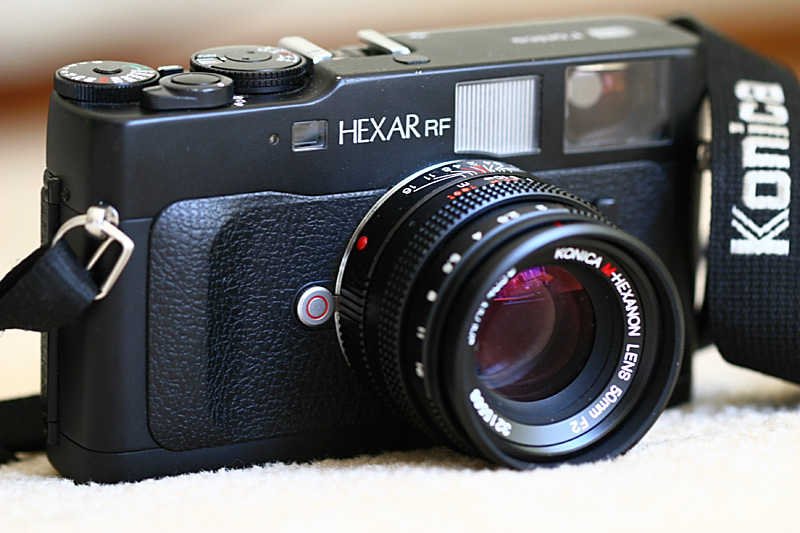
ヘキサーRF

コニカのカメラ製品一覧は、コニカ（現コニカミノルタ）とその前身である六桜社、小西六が発売してきたカメラ関係の製品の一覧。

## 銀塩カメラ

### 古い時代のカメラ
- チェリー手提暗箱（1903年発売） - 六櫻社が発売した国産初のカメラ。名刺判。
- さくらフレックス・プラノ（1907年発売） - 箱形一眼レフカメラ。
- パール手提暗箱3号（1909年発売） - 六櫻社時代の製品。乾板または118フィルムを使用し手札判。
- アイデアフレックス（1910年発売） - 箱形一眼レフカメラ。
- アイデアフレックスII（1911年発売） - 箱形一眼レフカメラ。
- ニートフレックス（1926年発売） - レボルビングバック機構を採用した手札判一眼レフカメラ。1926年には大名刺判のバージョンが追加された。

### 120フィルム使用カメラ

#### パールシリーズ
6×4.5cm判スプリングカメラ。
- セミパール戦前型（1938年1月発売[1]） - レンズは3群3枚のオプター75mmF4.5または「和製テッサー」と高い評価を得た3群4枚のヘキサー75mmF4.5、シャッターはアバス（T、B、1/10-1/100秒）またはデュラックス（T、B、1-1/100秒）[1]。ボディーは堅牢で故障が少なく信頼性が高かった[1]。ミヤマ商会から距離計連動にするパーツ「ヤホー」が販売されていた[1]。焦点調節は目測ヘリコイド式[1]。
- セミパール戦後型（1946年4月発売） - 焦点調節は前玉回転式[1]。
- パールI（1949年1月発売） - セミパールに非連動距離計がつけられた[1]。レンズはヘキサー75mmF4.5、シャッターはデュラックス（T、B、1-1/100秒）のみとなった。パールII並みの距離計連動に改造したものが中古市場に散見される[1]。
- パールIRS（1950年10月発売） - シャッターがコニラピッドS（B、1-1/500秒）になった。コダック式Fシンクロ接点[1]。パールII並みの距離計連動に改造したものが中古市場に散見される[1]。

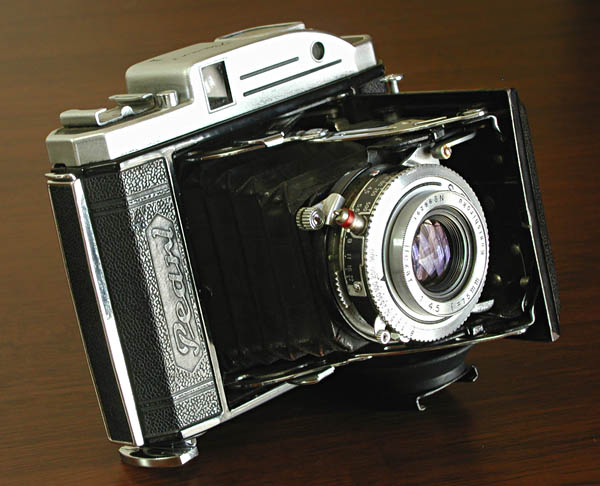
パールII

- パールII（1951年1月発売） - 連動距離計[1]。レンズはヘキサー75mmF4.5と同時にヘキサー75mmF3.5も並売[1]。後期型からFシンクロ接点がドイツ式に変更された[1]。
- パールIIB（1951年1月発売） - 廉価版だが調整困難だった焦点深度輪が手動になった程度で内容はあまり変わらない[1]。連動距離計[1]。シャッターがデュラックスS（B、1-1/400秒）に変更された[1]。レンズはヘキサー75mmF3.5のみとなった[1]。
- パールIII（1955年発売） - セミオートマット、自動巻き留め式となり赤窓が廃止された[1]。シャッターはコニラピッドS[1]。
- パールIIIMX - シャッターはセイコーシャMX（B、1-1/500秒）[1]。シンクロ接点はドイツ式でM、F、Xの切り替え[1]。
- パールIIIMFX - セルフコッキング機構。シャッターはセイコーシャMFX（B、1-1/500秒）。シンクロ接点はドイツ式でM、F、Xの切り替え[1]。
- パールIIIL（1957年4月発売） - シャッターはセイコーシャMXL。ライトバリュー式になった。
- パールIV（1958年12月発売） - アルミダイキャストボディーと採光式ブライトフレームファインダーで大型化し重くなった[1]。アマチュアが35mmカメラに移行したため販売台数が少なく後に稀少品として高価になった[1]。

#### コニフレックスシリーズ
- さくらフレックス（1940年発売） - 6×6cm判。六桜社時代の製品。1937年輸出入等臨時措置法により外国カメラが輸入されなくなり発売されたカメラであるが、すでに淀橋工場日野工場等陸海軍の管理工場になりカメラのような民需品は原材料の入手に事欠き、製造台数は100台程度とも言われる。幻のカメラの１つ。レンズはデュラックスTB1-1/150秒。
- コニフレックスI（1952年発売[2]） - 6×6cm判。撮影レンズはフジカフレックスの83mmを凌駕する「望遠レンズ」ヘキサノン85mmF3.5[2]でありポートレート写真家の注目を集めた。ファインダーレンズはヘキサー85mmF3。奥行きを押さえるため前板繰出は二段式であり非撮影時は無限遠撮影時よりさらに引き込むことでシャッターロックが掛かる[2]。セミオートマット式。
- コニフレックスI改良型（1954年発売） - 前玉交換式となり、ファインダーレンズと撮影レンズの両方の前玉を交換することでテレヘキサノン135mmF4.5としても使えるアタッチメントレンズが発売されたが僅かな数しか売れなかった[2]。
- コニフレックスII（1955年発売） - 6×6cm判。シンクロ接点をFP級からX級に変更した。レンズはヘキサー85mmF3.5でコニフレックスI改良型用のコンバージョンレンズも使える[2]。

#### コニカプレスシリーズ
オメガ引伸機で有名なシモン・ブラザーズがバーキー・フォトと合併の折りもう一つの代表的製品であった6×7cm判プレスカメラオメガ120の後継機の設計製造を依頼して来て発売されたシリーズ。
- コニカプレスI（1965年発売）/コニオメガラピッド（1963年発売） - 当初は輸出専用で「コニオメガラピッド」銘であったが1965年よりコニカプレスI型の名称で国内販売もされた。交換レンズはバヨネット式で4群6枚ヘキサノン60mmF5.6、3群4枚ヘキサノン90mmF3.5、4群5枚ヘキサノン180mmF4.5で、全て基線長90mm、有効基線長58.5mmの補色式一眼式距離計に連動する[3]。ファインダー倍率は0.65倍で採光窓式ブライトフレームで、枠は90mmと180mmしかなく、65mm使用時はアクセサリーシューに外付けファインダーを装着して使用する。レンズ交換はエプロン部ノブで遮光板を閉じ、レンズ基部のロックを解除すると外部レンズが緩む[3]。遮光板が閉まっている時はシャッターが切れず、開いている時はレンズが外れない[3]。シャッターボタンと連動して撮影時のみ圧板がフィルムをゲートに圧着するのでフィルムの平面製は良いがシャッターが重い[3]。シャッターのセットはプッシュプルレバーで行い迅速だがシャッターを切らなくてもレバーを引けば巻上されてしまう[3]。フィルムはセミオートマット、取り外し可能な裏蓋に装填するので、複数の裏蓋を用意すれば迅速に交換できるが、撮影途中での日中交換はできない[3]。10枚の撮影が終了したらレバーは自動的にストップして終了を知らせてくれるのでカメラ背面中央部の解除ボタンを下げて3回巻き上げるとフィルムが全て巻き取られている[3]。
- コニカプレスII（1968年発売）/コニオメガラピッドM（1967年発売） - グリップが大型化して上部にケーブルレリーズの留め金がついたためホールディングが楽になった[3]。ブライトフレームに135mmの枠が加えられた[3]。マガジン方式となり撮影途中でも自由に日中フィルム交換ができる[3]。交換レンズはバヨネット式でヘキサノン58mmF5.6とヘキサノン135mmF3.5が新たに加わりヘキサノン90mmF3.5とヘキサノン180mmF4.5が継続販売された[3]。ヘキサノン60mmF5.6は併売されなかったが使用できる[3]。

### 126フィルム使用カメラ
さくらパック100とさくらパック300は、初めてプラスチックレンズが使用されたカメラである。他のインスタマチックカメラがかなり高価で普及機とは言えなかった中、非常に安価なカメラであった。「126フィルム」使用。
- さくらパック100（1970年[4]4月発売） - 固定焦点、露出計なしで4,100円と手頃な価格で発売された[4]。
- さくらパック300（1970年4月[4]発売） - 露出計を装備しピント調整もできる中級機[4]。
- さくらパック100X（1972年発売） - 電池不要のマジキューブを使用する[3]。発売当初3,500円。小西六写真工業の創業100周年記念でホワイト/ゴールドのツートンカラーモデルがある[4]。

### 127フィルム使用カメラ

#### パーレットシリーズ
大ヒットしたヴェスト・ポケット・コダックのコピーの1つ。127フィルムを使用し4×6.5cm（ベスト）判。
- パーレット（Pearlette, 1925年発売） - 一大ベストセラー。当初はウォレンサックから単玉色消レンズにウォコーシャッターを輸入して取り付けた。1929年前板にファインダーの金枠が付き、1931年にはその金枠が補強された。1932年にはレンズがヘキサー75mmF6.3または旭光学合資会社（現リコーイメージング）がOEM製造した単玉色消し75mmF8、シャッターが六櫻社ペガサス（Pegasus ）シャッターと全自社製となった。1933年にはフィルム装填が側面蓋からだったのが開閉式裏蓋になった。細かい改良を続けて製造は戦後の1947年まで続いたと言われるが、この頃にはパーツが不足し色々な年代のパーツを掻き集めて製造したようで古いパーツが付いていたりする個体が多い。

#### ベビーパールシリーズ
- ベビーパール（Baby Pearl 、1934年発売） - 127フィルムを使用し3×4cm（ベスト半裁）判のスプリングカメラ。レンズはオプター50mmF6.3またはオプター50mmF4.5またはヘキサー50mmF4.5。シャッターはロックス（B、1/25-100秒）。戦後型はボディーレリーズになっている。女性向けの色違いモデルあり。

### 135フィルム使用カメラ

#### ライカ判レンズシャッター式カメラ

##### コニカスタンダードからIIIMまで
- コニカスタンダード（1947年発売） - 対米輸出および米軍PXでのみ発売された。レンズはヘキサー50mmF3.5。製造国名が「Made in Occupied Japan」になっている。
- コニカI（1948年発売） - 一般向けとしてはコニカブランドの初めてのカメラ。コニカスタンダードとほぼ同じカメラである。レンズはヘキサー50mmF3.5。1950年にヘキサノン50mmF2.8を搭載したモデルが追加され、距離計二重像が黄色く着色されたものに変更された。
- コニカII（1951年発売） - ダブルヘリコイド式繰り出し機構、二重露出防止装置搭載。シャッターがコニラピッドSになり、アメリカ式シンクロソケットを装備しシンクロ撮影が可能になった。ヘキサノン50mmF2.8レンズ搭載。
- コニカIIA（1955年発売） - コニカIIのシンクロソケットをドイツ式に、レンズをヘキサノン48mmF2に変更したもの。
- コニカIIB（1955年発売） - コニカIIのタイム露出ダイヤルを廃止したもの。レンズはヘキサノン50mmF2.8。
- コニカIII（1956年発売） - フロントレバーによるフィルム巻き上げ機構を装備し、シャッターも連動してチャージされるセルフコッキング方式。レンズはヘキサノン48mmF2。
- コニカIIB-m（1957年発売） - コニカIIBのレンズをヘキサー45mmF3.5に変更したもの。
- コニカIII L1（1957年発売） - コニカIIIのシャッターをライトバリュー方式露出合わせのセイコーシャMXLシャッターに変更したもの。
- コニカIII L2（1957年発売） - コニカIII L1のシャッター速度や絞りなどの目盛りを鏡胴下部から視認性のよい鏡胴上部に移動した機種。新たにヘキサノン48mmF2.4レンズ付モデルが追加された。
- コニカIIIA（1958年発売） - 「生きているファインダー」と言われる、パララックス／画角自動修正機能付採光式等倍ブライトフレームファインダーを装備している。レンズはヘキサノン48mmF2と同50mmF1.8がある。
- コニカIIIM（1959年発売） - コニカIIIAに折りたたみ式セレン光電池連動露出計を装備し、さらにハーフサイズマスクを使用可能とした機種で、レンズはヘキサノン50mmF1.8のみ。シャッターは露出計を取り付けたために外部セルフタイマーが搭載できなくなったため、セルフタイマー内蔵のセイコーSLVに変更され、シンクロ接点もボディ側に移動した。アクセサリーシューに専用フラッシュガンのみ対応する接点が付いている。

##### コニカSシリーズ
- コニカS（1959年発売） - コニカIIIMまでのトップカバー形状から脱却しスマートな直線デザインのカメラになった最初の機種。定点合致式のセレン光電池連動露出計を内蔵し、コニカIIIと同じヘキサノン48mmF2レンズを装備する。シャッターはコパルSVEに変更された。
- コニカSII（1961年発売） - コニカSのマイナーチェンジモデルで、ファインダー内に露出計指針が表示されるようになったほか、デザインも小変更された。
- コニカSIII（1963年発売） - コニカオートSの発売に合わせ、部品の多くを共通化している。レンズもコニカオートSと同じヘキサノン47mmF1.9になった。

##### コニレット35/コニカスナップ
- コニレット35（1959年発売） - コニレットの名称ではあるが一般のライカ判カメラ。輸出専用であり、フィルム入手の困難さを考えて一般的な135フィルムを採用したと思われる。レンズはコニター45mmF3.5。距離計のない目測式カメラである。
- コニカスナップ（1959年発売） - ライバル富士フイルムが発売したフジペット35に対抗して発売されたライカ判普及カメラ。コニレット35をベースに開発された。少し高価ではあるが堅牢である。レンズはコニター45mmF3.5。距離計のない目測式カメラである。

##### コニカJ/コニカL
- コニカJ（1960年発売） - コニカIIIAやコニカSで評判のよかった距離計連動、パララックス自動補正、採光式ブライトフレームファインダーを装備しつつ、当時10,000円の価格で発売された普及機。レンズはヘキサーK45mmF2.8。
- コニカL（1961年発売） - セイコーの簡易シャッター「セイコーシャL」を用い、絞りとシャッター速度を連結して露出リングとし、定点合致セレン露出計の指針が中央に来るように露出リングを操作すると露出が合う仕組みを採用した簡単操作の普及機。マニュアル撮影は不可。距離計はなく目測ピント合わせ方式である。レンズはヘキサー40mmF2.8。

##### コニカオートSシリーズ
- コニカオートS（1963年発売） - コニカSシリーズにシャッター速度優先AEを搭載すべく開発された。測光素子はセレンからCdSセンサーになり、シャッターはAE向け設計のコパルSVAに換装された。レンズはヘキサノン47mmF1.9。
- コニカオートS2（1964年発売） - コニカオートSのCdS受光部をレンズ直上に移動し、レンズフィルターによる露光倍数を自動修正できるようになった。レンズはヘキサノン45mmF1.8になった。
- コニカオートS2EL（1966年発売） - コニカオートS2にEEマチックSと同様のコニリールを搭載したもの。
- コニカオートSE（1966年発売） - セイコーシャSE電子プログラムシャッターを搭載したプログラムEEカメラ。他社のセイコーシャSE搭載機種と同様、故障の多いカメラだった。スプリングモーターによる巻き上げ方式。ヘキサノン38mmF1.8搭載。
- コニカオートS1.6（1967年発売） - コニカオートS2のレンズをヘキサノン45mmF1.6に変更したもの。
- コニカエレクトロン（1969年発売） - コパルエレク電子シャッターを搭載して絞り優先AEを可能にした機種。またフラッシュ撮影専用の測光モードを持つ。レンズはヘキサノン45mmF1.8。

##### コニカEEマチックシリーズ
- コニカEEマチック（1963年発売） - セレン露出計とセイコーシャLシャッターを使用して、コニカで最初の完全プログラム露出を実現した機種。レンズはヘキサノン40mmF2.8。
- コニカEEマチックデラックス（1965年発売） - コニカEEマチックのファインダー内にシャッター速度表示指針を設け、シャッターをセルフタイマー付のセイコーシャLAに変更した機種。デザインも大きく変更された。
- コニカEEマチックS（1965年発売） - コニカEEマチックのデザインはそのままでEEマチックデラックスと同様のファインダー内シャッター速度指針を装備。さらに簡単フィルム装填を実現するためコニリール方式を採用。
- コニカEEマチックニューデラックス（1965年発売） - コニカEEマチックデラックスにコニリールを装備したもの。
- コニカEEマチックデラックスF（1967年発売） - 露出計をCdS素子タイプとし、カメラ上部にフラッシュキューブソケットを搭載。シャッターはシチズンUに変更された。
- コニカEEマチックデラックス2（1967年発売） - コニカEEマチックデラックスFのフラッシュキューブソケットを一般的なホットシューに変更したもの。

##### コニカC35シリーズ

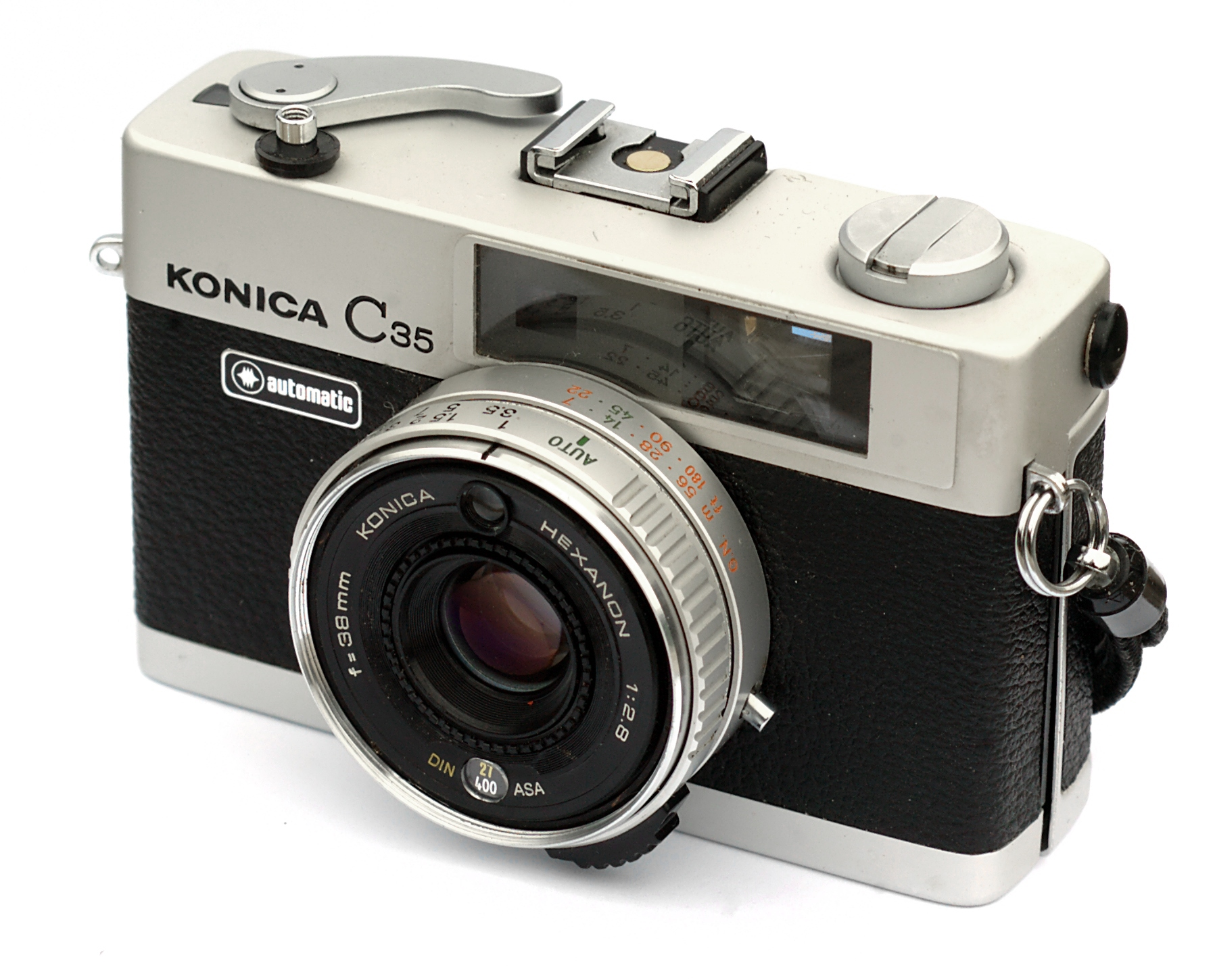
C35

- コニカC35（1968年発売） - コニカEEマチックデラックス2の機能を、ハーフサイズカメラのコニカアイのサイズに詰め込むことを目指して作られた。プログラムAEで距離計連動式、レンズはヘキサノン38mmF2.8。「じゃーに～コニカ」の愛称がつけられヒットしたが、この「じゃーに～」とは旅行時における携帯にぴったりということで名付けられた。井上順がCMキャラクターに採用された。
- コニカC35フラッシュマチック（1971年発売） - コニカC35にフラッシュマチックを搭載した機種。輸出用にはC35オートマチックの名称で販売された。
- コニカC35E&L（1971年発売） - コニカC35から距離計とセルフタイマーを省略して、フラッシュ撮影時も専用フラッシュによる距離固定方式とした簡略型普及機。輸出向けにはコニカC35Vとして販売された。
- コニカC35FD（1973年発売） - コニカC35のレンズをヘキサノン38mmF1.8に変更し、シャッター速度優先AE方式とした上級機。C35シリーズ最後の距離計連動カメラである。輸出用名称はコニカオートS3。
- コニカC35EF（1975年発売） - 世界初のエレクトロニックフラッシュ（ストロボ）内蔵カメラ。シャッター速度1/60秒・1/125秒自動切換の簡易プログラムAE方式でゾーンフォーカスピント合わせ、セルフタイマーなし、レンズはヘキサノン38mmF2.8。開発にあたって試作機を操作していたコニカの開発スタッフがストロボ用のコンデンサーで感電するという事故が発生したため、感電防止策としてプラスチック製ボディとなった。ストロボが光るコニカC35ということで、その名の通り「ピッカリコニカ」の愛称がつけられ大ヒットした。この機種以降のC35シリーズカメラはすべてエレクトロニックフラッシュを搭載している。
- コニカニューC35EF（1976年発売） - コニカC35EFにセルフタイマーを搭載し、シャッター速度に1/250秒を追加。
- コニカC35EFP（1977年発売） - コニカC35EFをベースに作られた、輸出専用の簡易カメラ。レンズはヘキサノン38mmF4でピント合わせ不要の固定焦点とし、シャッター速度1/125秒のみ、フィルム感度により絞りを変化させる方式。フラッシュ使用時絞り開放となる。
- コニカC35AF（1977年発売） - コニカニューC35EFをベースに、ハネウェルのビジトロニックモジュールを採用して世界初のオートフォーカスカメラとして発売された。ピントがいつでもちょうどぴったり合うコニカC35ということで、愛称は「ジャスピンコニカ」と名付けられた。レンズはヘキサノン38mmF2.8。フォーカスロック機能はない。
- コニカC35EFD（1978年発売） - コニカニューC35EFにデジタル時計を使用した日付写しこみ装置を搭載したもの。
- コニカC35AF2（1980年発売） - コニカC35AFの後継機種で、新型TCLモジュール採用によりフォーカス精度を向上させ、電池消耗時のシャッターロック機構も追加された。
- コニカC35EF3（1981年発売） - コニカニューC35EFの機能を維持しつつさらに小型にすることを目指して開発された。いくつものカラーバリエーションがある。レンズはヘキサノン35mmF2.8。若者層にターゲットを置くことを前提として発売に踏み切ったことから、近藤真彦をCMキャラクターに採用した。
- コニカC35EF3D（1981年発売） - コニカC35EF3にオートデートを搭載したもの。
- コニカC35AF2D（1982年発売） - コニカC35AF2にオートデートを搭載したもの。
- コニカC35EFJオートデート（1982年発売） - 固定焦点の普及機。オートデートを搭載しシャッター速度は1/125秒単速。フィルム感度設定に応じて絞りが変化する。レンズはヘキサノン36mmF4。
- コニカポップ（1982年発売） - コニカC35EFJオートデートからオートデート機能を省いた輸出専用機。
- コニカC35MF（1982年発売） - 電動モーターによるオートフィルムローディング・電動フィルム送り・電動巻き戻し方式を採用。レンズはヘキサノン38mmF2.8。「ジャスピンコニカ」をさらに進化させたことから、愛称は「ジャスピンSuper」。
- コニカC35MFD（1982年発売） - コニカC35MFにオートデートを搭載したもの。
- コニカAF3D（1983年発売） - コニカC35EF3Dをベースにオートフォーカス化した機種。パッシブ方式のハネウェルビジトロニックモジュールの使用をやめ赤外線発光ダイオードを使用したアクティブオートフォーカス方式として暗所での測距精度を大幅に向上させた。レンズはヘキサノン35mmF2.8。
- コニカAF3（1983年発売） - コニカC35AF3からオートデートを除いたもので輸出専用。

##### コニカBiGminiシリーズ
- コニカBiGmini
- コニカBM-201
- コニカBM-301
- コニカBM-310Z
- コニカBM-311Z
- コニカBiG mini F
- コニカBiGmini neo
- コニカBiGmini neo-R

##### 高級コンパクトカメラ
- コニカヘキサー（1992年発売） - レンズはヘキサー35mmF2。露出モードはプログラムAE・絞り優先AE・マニュアルを搭載。マニュアル露出時にスポット測光機能あり。
- コニカヘキサープロハーフ - コニカヘキサーをそのまま24×18mm（ハーフ）判にした特殊モデル。業務用として販売された。

#### ライカ判一眼レフカメラ

##### コニカマウントシリーズ
コニカFSのSがスタンダードを名乗る通り、コニカFを覗いて大衆に焦点を当てた一眼レフカメラ。中でもコニカFSはコパルスクエアシャッターを採用した先駆けとなった。マウントは後のオートレックス以降のシリーズと互換性がない。
- コニカF（1960年9月発売） - ニコンFより高価であったため極少数で収集対象となっている。ペンタプリズムは着脱式。シャッタースピードや絞りと連動するセレン光電池式メーターを内蔵する。シャッターはコパルスクエアとの噂があるが実は全く異なる構造を持つ上下走行4枚メタルフォーカルプレーン式で、最高速は1/2000秒。標準装着されたレンズはヘキサノン52mmF1.4。
- コニカFS（1960年9月発売） - 廉価版でコニカFと同時発売。ペンタプリズムは固定式。シャッタースピードと連動するセレン光電池式露出計を外付け可能。シャッター最高速は1/1000秒。Sはスタンダードの意。標準装着されたヘキサノン50mmF2。
- コニカFSW（1962年末発売） - コニカFSにタイムレジスターを組み込んだ。タイムレジスターとはデータバックの前身で、裏蓋にカレンダー付き機械式時計を組み込んであり撮影時にフラッシュが照射しフィルムに写し込むもの。

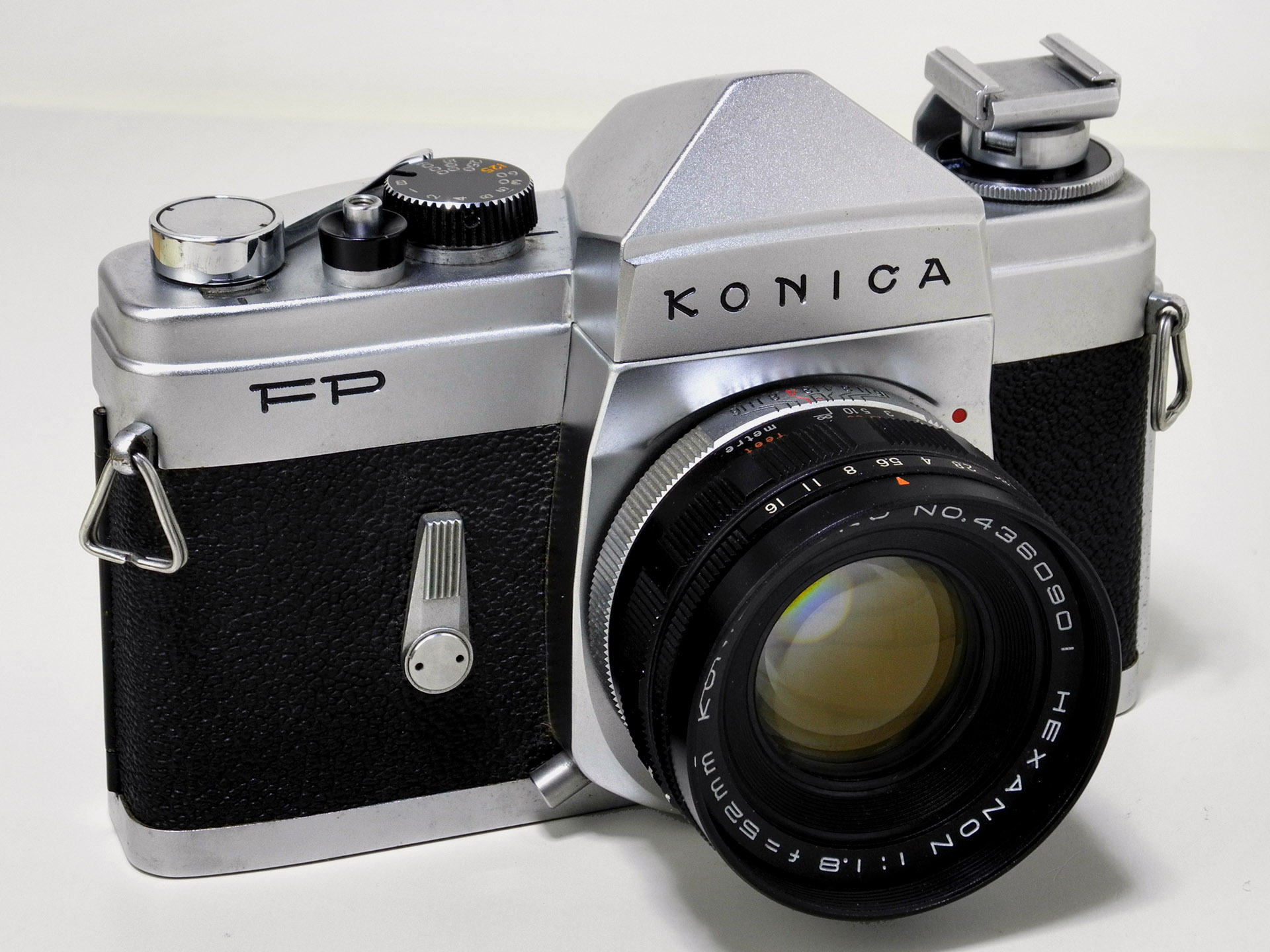
FP

- コニカFP（1962年10月発売） - CdS式露出計を外付け可能。標準装着されたレンズはヘキサノン57mmF1.4、ヘキサノン52mmF1.8。
- コニカFM（1964年発売） - コニカFPをベースにシャッタースピードと連動するCdSの外光式露出計を内蔵した。標準装着されたレンズはヘキサノン57mmF1.4、ヘキサノン52mmF1.8。

##### コニカマウント用レンズ
- ヘキサノン35mmF2.8
- ヘキサノン35mmF2.8 - 手動絞り
- ヘキサノン50mmF2
- ヘキサノン52mmF1.4
- ヘキサノン52mmF1.8
- ヘキサノン57mmF1.4
- ヘキサノン100mmF2.8
- ヘキサノン135mmF3.2 - 手動絞り
- ヘキサノン135mmF3.5
- ヘキサノン200mmF3.5

##### コニカマウントIIシリーズ
他社に先駆けAE撮影を前提として開発された一眼レフカメラシリーズ。やがてレンズに刻まれるARの名はシリーズ初代の「オートレックス」（Autorex ）の頭文字に由来する。前シリーズとのマウント互換性はない。純正でエクサクタマウントアダプター、M42マウントアダプター、ニコンFマウントアダプターが発売されていた。
- コニカオートレックス（1965年12月発売） - 外光式のCdS式露出計を内蔵しEEを実現した。ASA感度設定に応じてシャッタースピードが連動範囲外にはロックが掛かるようになっており、設定したい場合はオーバーライドスイッチで解除する必要がある。ライカ判とハーフ判をフィルム途中で変更できる。ライカ判→ハーフ判の変更は巻き上げてからレバーで切り替え、ハーフ判→ライカ判の変更はレバーで切り替えてから巻き上げする。他のカメラと比較してシャッターレリーズストロークがかなり深く慣れが必要である。
- コニカオートレックスP（1966年3月発売） - コニカオートレックスからEEを省略した普及版。ライカ判とハーフ判をフィルム途中で変更できる機能はそのまま。CdS露出計を外付けできる。

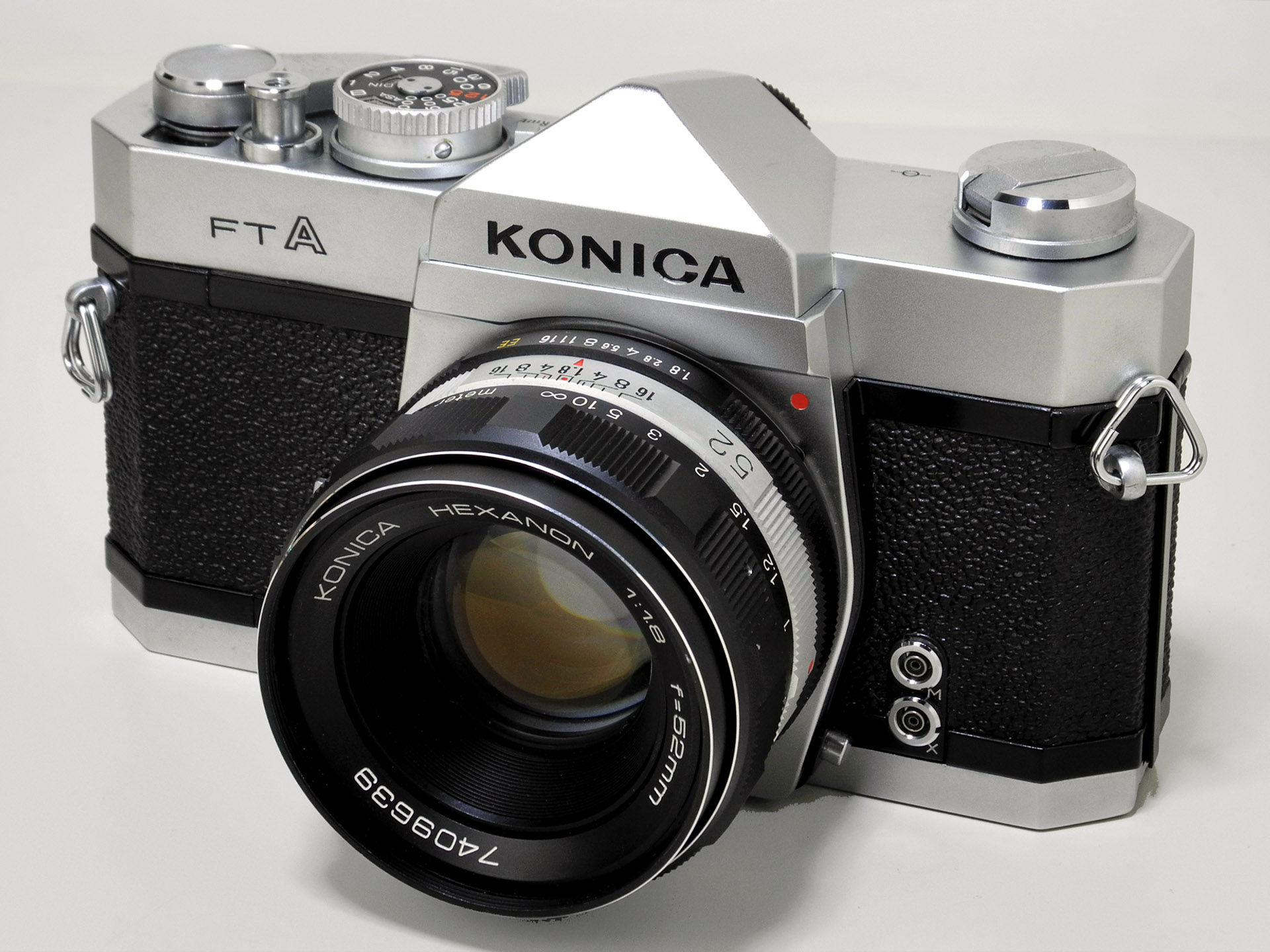
FTA

- コニカFTA（1968年3月発売） - ARレンズと組み合わせてシャッター優先EEが可能。TTL露出計は装着するレンズにより測光エリアが自動で変更される（広角レンズでは中央部の８字型領域のみの部分測光、標準レンズでは中央重点測光、望遠レンズでは平均測光）。シャッターはコパルスクエアS。
- コニカFTAブラック（1969年発売）
- コニカニューFTA（1970年6月発売）　- コニカFTAのマイナーチェンジモデルで、メインスイッチを背面からシャッターレリーズ元に移動した。
- コニカニューFTAブラック（1970年）

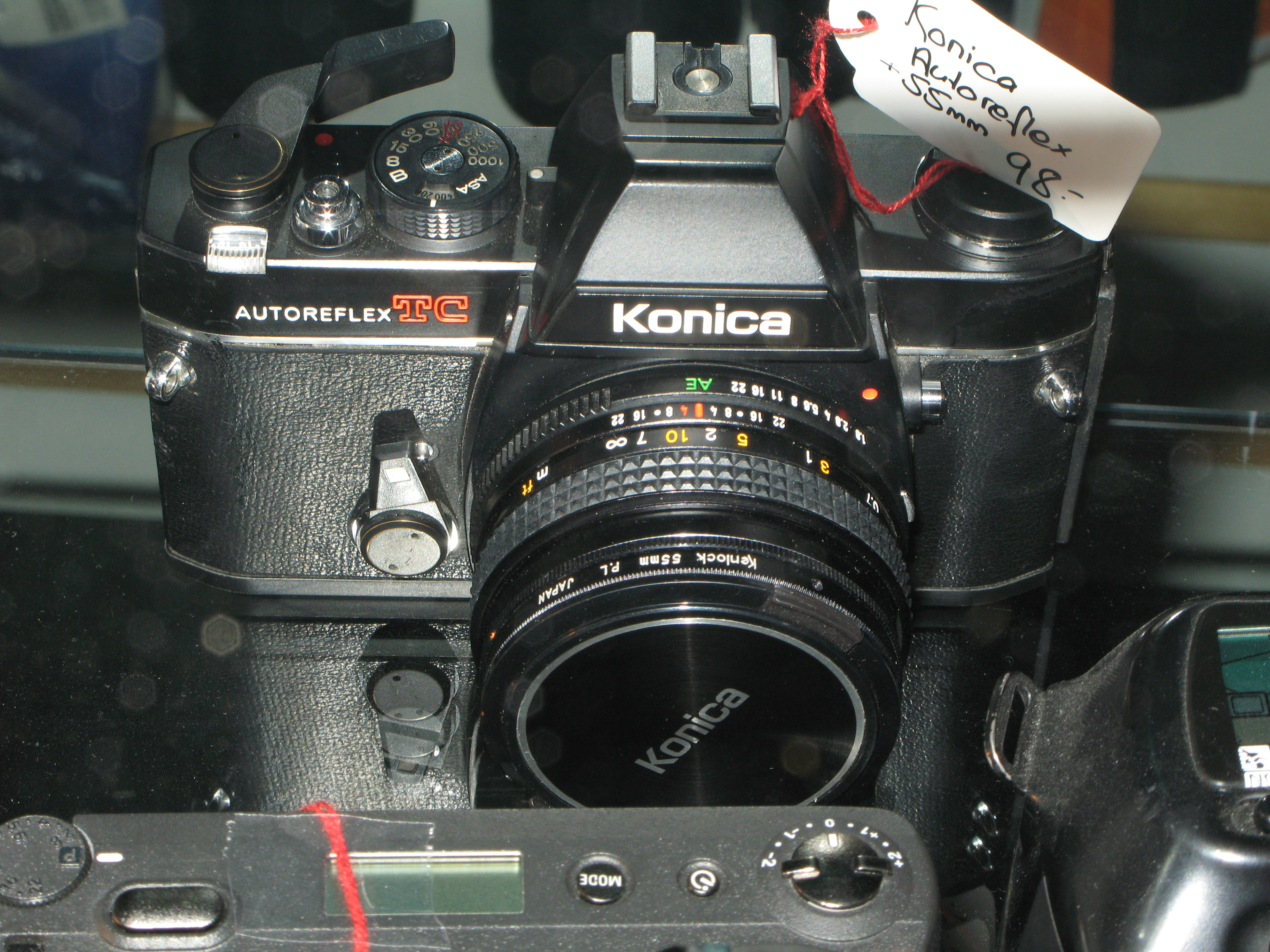
コニカAcom-1の海外仕様オートレフレックスTC

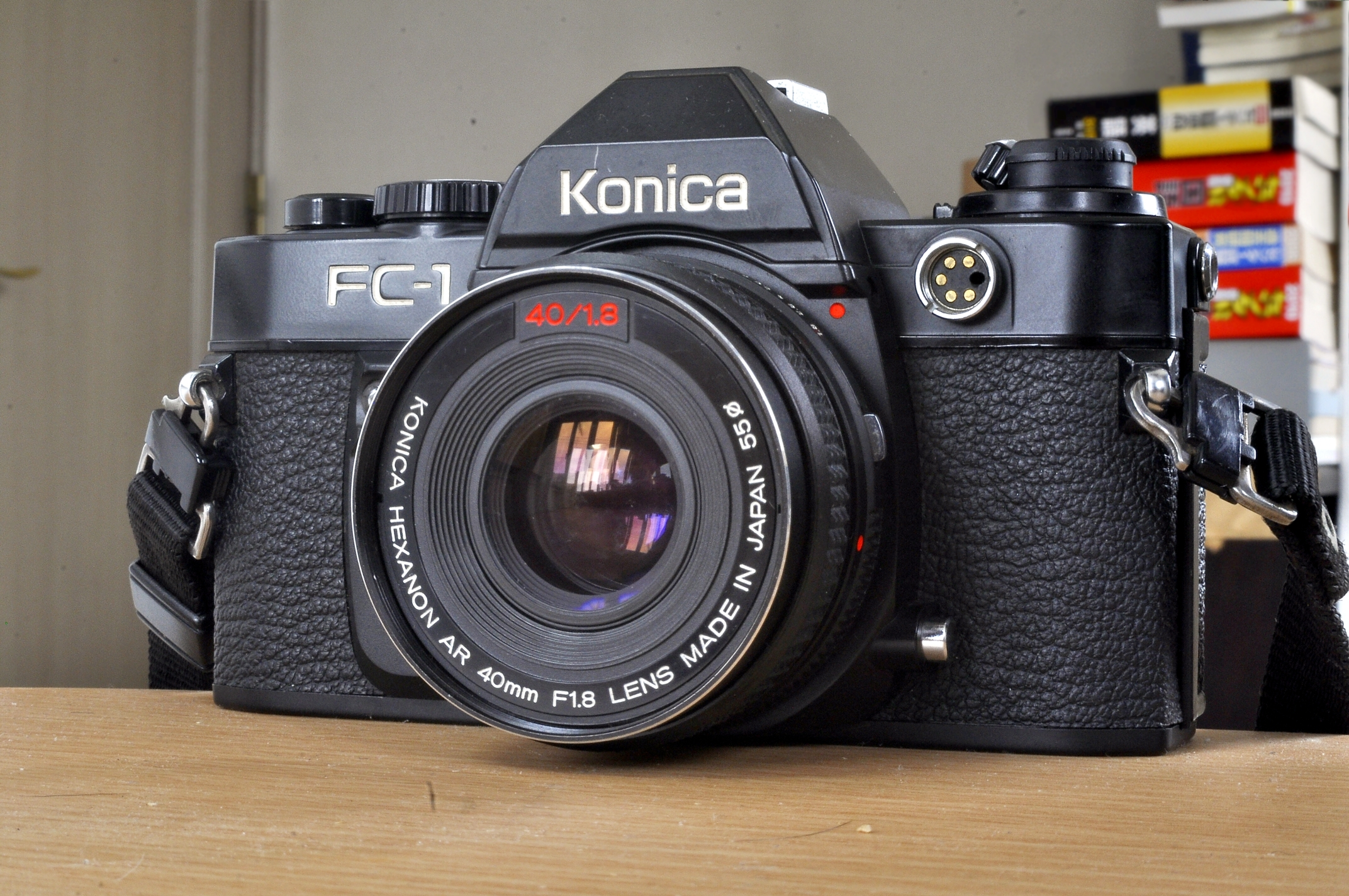
コニカFC-1

- コニカオートレフレックスT - コニカニューFTAの海外輸出モデル

- コニカオートレフレックスT3（1973年4月発売） - コニカFTAを元に多重露光、アイピースシャッター装備等の機能強化。従来のコニカシャッタースピード優先AE機の特徴である長いストロークを修正。後期型ではホットシューがペンタプリズム上に固定装着された。
- コニカオートレフレックスニューT3（1974年9月発売）
- コニカAcom-1（1976年発売） - 呼び方は「エイコムワン」。愛称は「愛情コニカ」。家庭向けで曲線の多いデザイン、小型軽量。シャッターはコパルFC。広角レンズでは部分測光、標準レンズでは中央重点測光、望遠レンズでは平均測光になる。メインスイッチは巻き上げレバーと連動しており、予備角を引き出すと自動でメインスイッチが入り、メインスイッチを切ると巻き上げレバーが格納されシャッターロックが掛かる。西川きよし・ヘレン夫妻、山城新伍・花園ひろみ夫妻を起用したCMも話題になった。

- コニカオートレフレックスTC - コニカAcom-1の海外輸出モデル
- コニカAcom-1オートデート（1978年8月発売） - コニカAcom-1にオートデート機能を組み込んだ。カメラ背面のボタンを押すとデジタルLEDが点灯し1999年までのその日の日付が写し込まれる。
- コニカオートレフレックスT4 - 輸出専売モデルで、コニカAcom-1にプレビュー機能、ワインダー装着対応等さまざまな機能を搭載したモデル。
- コニカFS-1（1979年発売） - 一眼レフカメラとしては世界で初めてワインダーを内蔵したカメラ。従来のメカニカルシャッターではなく、電子式シャッター搭載。アクセサリーにも電子式の特徴を生かした専用レリーズやインターバルタイマーが用意された。発売と同時期に週刊プレイボーイ誌に連載された池沢さとし著のマンガ、シャッターシャワーの中で、主人公の愛機として登場する。
- コニカFC-1（1980年発売） - コニカFS-1のワインダーを外付けにした機種。

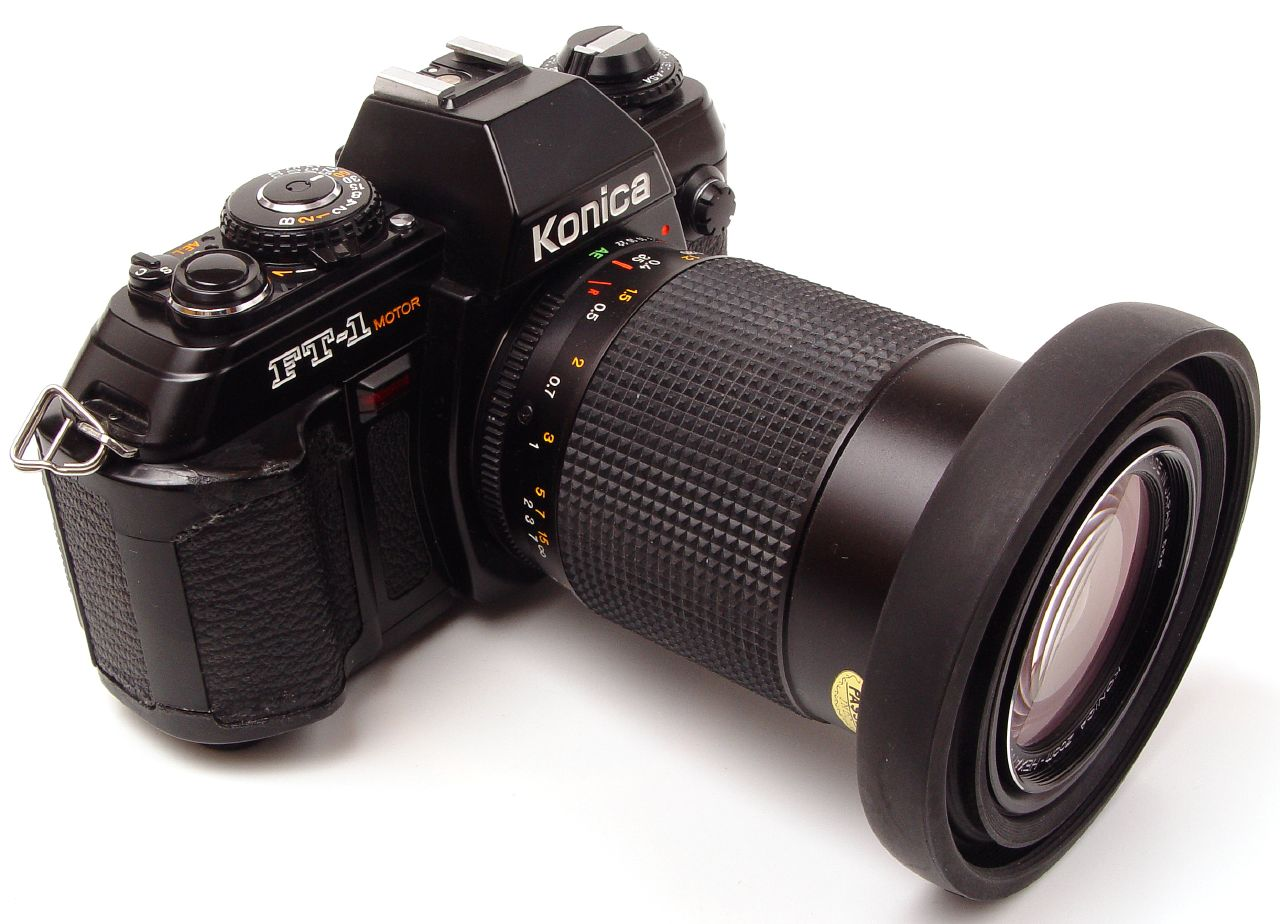
コニカFT-1モーター

- コニカFT-1モーター（1983年発売） - コニカFS-1の内蔵ワインダー巻上げをシングル（S）とコンティニュアス（C）で切り替えられるよう改良し、露出補正とAEロック機能を追加した機種。
- コニカFT-1モータープロハーフ - コニカFT-1モーターをそのまま24×18mm（ハーフ）判にした特殊モデル。証明写真撮影用に製作された。
- コニカTC-X - ワインダーを内蔵しない。シャッター優先AEとマニュアル露光。

##### コニカマウントIIシリーズ用レンズ
ヘキサノンARはシャッタ−優先AEに対応するが、ヘキサノンARMとヘキサノンは対応しない。UCはウルトラコンパクト、ウルトラクローズアップ、ウルトラマルチコートレンズ。
- フィッシュアイヘキサノンAR15mmF2.8 - 対角線魚眼レンズ。
- UCフィッシュアイヘキサノンAR15mmF2.8 - 対角線魚眼レンズ。7群10枚。フィルター内蔵。
- ヘキサノンAR21mmF2.8 - 8群9枚。アタッチメントはφ55mmねじ込み。
- ヘキサノンAR21mmF4
- ヘキサノン21mmF4
- ヘキサノンAR24mmF2.8
- ニューヘキサノンAR24mmF2.8 - 8群8枚。アタッチメントはφ55mmねじ込み。
- UCヘキサノンAR28mmF1.8
- ヘキサノン28mmF3.5
- ヘキサノンAR28mmF3.5
- ニューヘキサノンAR28mmF3.5 - 5群5枚。アタッチメントはφ55mmねじ込み。
- ヘキサノン35mmF2
- ヘキサノンAR35mmF2 - 7群9枚。アタッチメントはφ55mmねじ込み。
- ヘキサノン35mmF2.8
- ヘキサノンAR35mmF2.8
- ニューヘキサノンAR35mmF2.8 - 5群5枚。アタッチメントはφ55mmねじ込み。
- ヘキサノンAR40mmF1.8 - 5群6枚。アタッチメントはφ55mmねじ込み。
- ヘキサノンAR50mmF1.4
- ニューヘキサノンAR50mmF1.4 - 6群7枚。アタッチメントはφ55mmねじ込み。
- ヘキサノンAR50mmF1.7
- ニューヘキサノンAR50mmF1.7
- ヘキサノンAR50mmF1.8 - 5群6枚。アタッチメントはφ55mmねじ込み。
- ヘキサノン52mm1.2
- ヘキサノン52mmF1.8
- ヘキサノンAR52mmF1.8
- マクロヘキサノン55mmF3.5
- マクロヘキサノンAR55mmF3.5 - 3群4枚。アタッチメントはφ55mmねじ込み。
- ヘキサノン57mmF1.4
- ヘキサノンAR57mmF1.2
- ヘキサノンAR57mmF1.4
- ヘキサノン85mmF1.8
- ヘキサノンAR85mmF1.8 - 5群6枚。アタッチメントはφ55mmねじ込み。
- ヘキサノン100mmF2.8
- ヘキサノンAR100mmF2.8
- マクロヘキサノンAR105mmF4 - ベローズ用。3群5枚。アタッチメントはφ55mmねじ込み。
- ヘキサノンAR135mmF2.5 - 4群4枚。アタッチメントはφ62mmねじ込み。
- ヘキサノン135mmF3.2
- ヘキサノンAR135mmF3.2
- ニューヘキサノンAR135mmF3.5
- ヘキサノンAR135mmF3.5 - 4群4枚。アタッチメントはφ55mmねじ込み。
- ヘキサノン200mmF3.5
- ヘキサノンAR200mmF3.5
- ニューヘキサノンAR200mmF4
- ヘキサノンAR200mmF4 - 5群5枚。アタッチメントはφ55mmねじ込み。
- ヘキサノン300mmF4.5
- ヘキサノンAR300mmF4.5 - 5群8枚。アタッチメントはφ72mmねじ込み。
- FLヘキサノンAR300mmF6.3 - 螢石レンズ使用超コンパクトレンズ。
- ヘキサノン400mmF4.5
- ヘキサノンARM400mmF4.5
- UCヘキサノン400mmF5.6 - 5群9枚。アタッチメントはφ77mmねじ込み。
- ヘキサノン800mmF8
- ヘキサノンARM800mmF8
- ヘキサノン1000mmF8
- ヘキサノンレフレックスARM1000mmF8 - 反射望遠レンズ。
- ズームヘキサノンAR28-135mmF4-4.6 - 12群18枚。アタッチメントはφ67mmねじ込み。
- ズームヘキサノンAR35-70mmF4 - 7群8枚。アタッチメントはφ55mmねじ込み。
- ヘキサノンバリフォーカルAR35-100mmF2.8
- UCズームヘキサノンAR45-100mmF3.5
- ズームヘキサノンAR65-135mmF4
- ズームヘキサノンAR75-150mmF4 - 12群15枚。アタッチメントはφ55mmねじ込み。
- ズームヘキサノンAR80-200mmF3.5

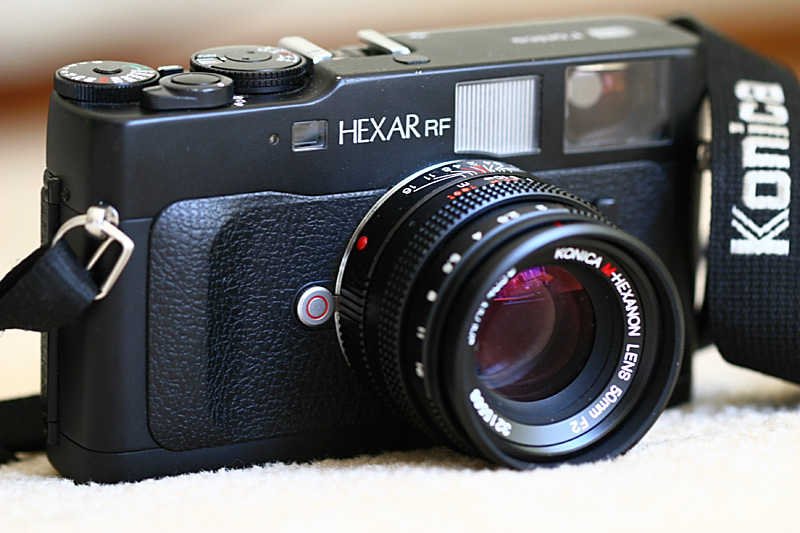
ヘキサーRF

- UCズームヘキサノンAR80-200mmF4
- ズームヘキサノンAR80-200mmF4 - 9群12枚。アタッチメントはφ55mmねじ込み。

#### ライカ判レンズ交換式レンジファインダーカメラ
ライカMマウントと互換性のあるKMマウント。

##### ヘキサーRFシリーズ
- ヘキサーRF
- ヘキサーRF2001リミテッドエディションモデル - 2001台限定、Mヘキサノン50mmF1.2とセット販売された。

##### レンズ交換式レンジファインダーカメラ用レンズ
ライカマウントレンズの一覧#コニカを参照

#### ハーフ判コンパクトカメラ

##### コニカアイシリーズ
- コニカアイ（1964年7月発売[6]） - サークルアイ型セレン光電池使用のプログラムEEカメラで、明るい変形ガウス型5群6枚ヘキサノン30mmF1.9レンズ搭載[6]。1/30～1/800秒の広範囲な速度が出せるコパルB特殊プログラムシャッターを採用している[6]。距離計はなくゾーンフォーカス方式。
- コニカアイII（1965年発売[6]） - コニカアイの露出計をCdSセンサータイプに変更、レンズはヘキサノン32mmF1.8が搭載されている[6]。
- コニカアイIII（1968年発売[6]） - レンズがF1.7とさらに明るくなり、シャッターがセルフタイマーを内蔵した[6]。

##### コニカレコーダーシリーズ
- コニカレコーダー（1984年発売） - 超薄型ボディ、スライドカバー方式でカバーを閉じると電源が切れシャッターもロックされる。フィルムを縦に給走しているので普通に構えて横位置画面が撮影できる。当初黒、金の2バージョンが発売され、後に赤バージョンが追加された。
- コニカレコーダーDD（1984年発売） - コニカレコーダーにオートデート機能を追加したもの。DXコードに対応した。

### 特殊フィルム使用カメラ

#### スナッピー
- スナッピー（1950年発売） - 当時ブームだった豆カメラで、フィルムは14×14mm裏紙付き10枚撮り。レンズは25mmF3.5であるが、40mmF5.6の望遠レンズも販売された。発売当初は輸出向けだったが後に国内販売もされた。Made in occupied japan（被占領日本製）の刻印がある。

#### コニレットシリーズ
初心者向けであるが安価な割には性能が良く一時かなり売れた。35mm幅、パーフォレーションなし、小型パトローネ入りのフィルムを使用する。しかしその後フィルム規格が特殊なため製造中止となり、1970年サクラパックカメラ発売の折りこのコニレットとの交換セールを行いかなりの数をメーカーが回収してしまったため現在市場で見られる数が少ない。なお、専用の小型パトローネは紛失しやすく、現存機でも失われている物が多い。「撮りっきりコニカ超MiNi」のパトローネがほぼ同サイズだったため、これを加工流用して撮影に用いる愛好家もいる。
- コニレットI（1953年発売） - 特徴的なツートーンカラーのベークライト製。レンズはコニター50mmF4.5。シャッターはコニックス。
- コニレットII（1957年発売） - ファインダーカバーは金属製になった。レンズはコニター50mmF4.5。この頃チェリーフラッシュ、プリンター（手札判への拡大焼付機）、現像タンク、専用フッド、フィルター等の付属品が発売された。シャッターはコパル。
- コニレットIIM（1959年発売） - セレン光電池式露出計を内蔵。レンズはコニター55mmF4.5に変更。フィルム巻上ノブの小窓にカウンターが装備された。シャッターはコパル。

#### コニカインスタントプレス
- コニカインスタントプレス（1955年発売） - コニカプレスの名称ではあるが互換性等はない。高級インスタントカメラ。レンズはヘキサノン110mmF4でノンビグネッティング仕様。